# سسیلیا وگا
سسیلیا وگا (فرانسوی: Cecilia Vega‎؛ زاده ۱۰ فوریهٔ ۱۹۷۷) یک بازیگر پورنوگرافی اهل فرانسه است.